# Nermin Zolotić
Nermin Zolotić (* 27. června 1989, Banovići) je bosenský fotbalový záložník od července 2014 působící v klubu KAA Gent. Hraje na pozici defenzivního středopolaře.

## Klubová kariéra
Z bosenského popředního klubu FK Željezničar Sarajevo přestoupil v létě 2014 do belgického klubu KAA Gent.
V sezóně 2014/15 vyhrál s Gentem ligový titul, první v historii klubu.

## Reprezentační kariéra
Zolotić nastupoval za bosenské mládežnické reprezentace.